# NGC 322

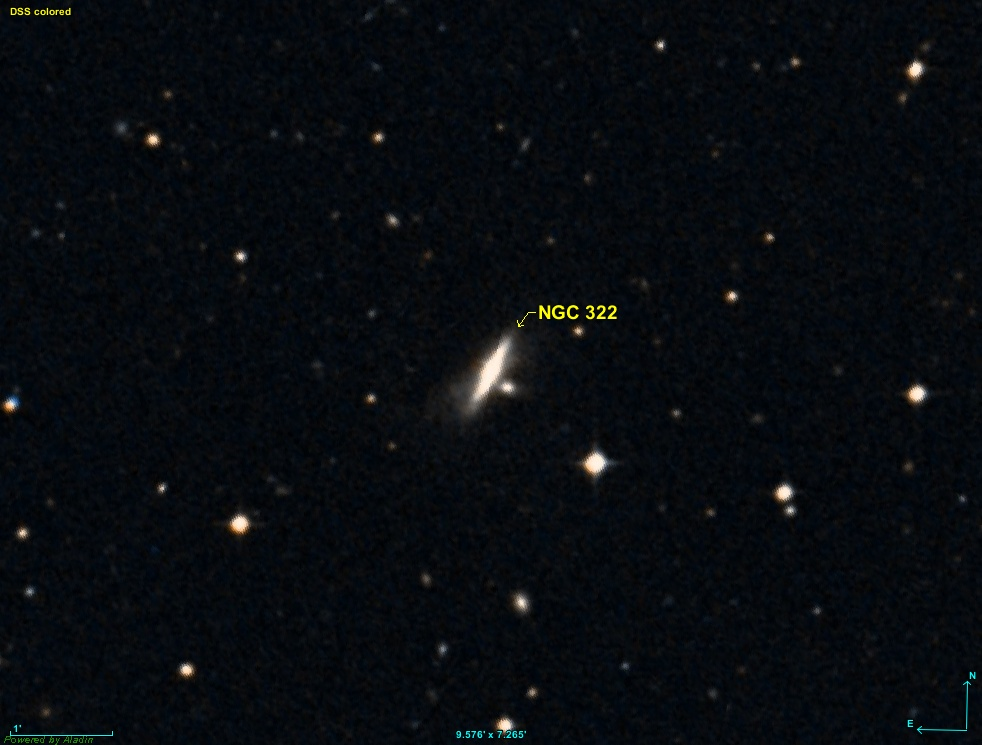
NGC 322

是鳳凰座的一個天体，它实际上由两个距离地球约三亿光年的星系组成。从地球上看上去两个星系之间的角距离为0.2分。
是1834年9月5日由約翰·弗里德里希·威廉·赫歇爾发现的。